# Гейгель
Гейге́ль (азерб. Göygöl) — місто, розташоване на правому березі річки Гянджачай та є адміністративним центром однойменного району Азербайджану. Гейгель розташовано за 10 км від міста Гянджа.

## Назва
У 1819 році поселення було утворено як колонія Еленендорф. Сучасна назва у перекладі з азербайджанської означає «Блакитне озеро». 1931 року місто отримало назву Єлєніно. У період з 1938 по 2008 рр місто називалось Ханлар — на честь революціонера Ханлара Саваралієва.
Про німецьких колоністів, які заснували поселення нагадують рівні вулиці, старовинна лютеранська кірха та дерев'яні будинки з елементами різьби на фасадах. Назва Еленендорф була дана новому поселенню на честь дочки царя Павла І — Великої князівни Єлєни.

## Історія
Наприкінці ХІХ століття німецькі колоністи займались виноградарством та виноробством, вони налагодили випуск марочних та столових вин, коньяку та шампанського, були відкриті фірми, які займались торгівлею спиртним. 1903 року колоністи утворили кооператив, який забезпечував місцевих мешканців необхідними товарами.
1893 року на території міста було засновано «Німецьке товариство». У вільний від роботи час мешканці займались в духовому та струнному оркестрах.
У жовтні 1941 році все німецьке населення було насильно переселено в Сибір, Казахстан та Середню Азію.
До 1917 року це було одним з найбагатших міст Російської імперії, місцевий коньячний завод завоював п'ять золотих медалей у Парижі, Берліні, Мюнхені і став постачальником вин до імперського палацу.
Завдяки міцній общині. Єлєнєндорф процвітав і в радянські роки, створивши найвідоміший та багатий у СРСР колгосп під назвою «Конкордія». Краща в провінції лікарня та школа, симфонічний оркестр, та перша електростанція —і повна відсутність класової боротьби внаслідок відсутності класів.

## Пам'ятки архітектури
На території міста збереглися історичні та архітектурні пам'ятники, зокрема два мости на річці Гянджачай, побудовані у 16 та 19 століттях, лютеранська церква датована 1854 роком. В околицях розташовані старовинні пам'ятники: фортеця та міст 12 століття та мавзолей 16 ст..
В околицях курорту Гейгель розташовано велике курганне поховання бронзової ери. У похованнях багато бронзової зброї (мечі, кинджали, сокири) та прикраси (скроневі кільця, браслети, підвіски) а також глиняний чорний посуд з геометричним орнаментом та знаряддя праці та ін.

## Курорт
Гірськолижний курорт Гейгель розташовано на березі однойменного озера на висоті 1576 м над рівнем моря. Чисте гірське повітря, м'який клімат та кришталева прохолодна вода озера зробили його популярним серед туристів а також місцем проживання VIP-персон (Муслім Магомаєв, Полад Бюльбюльогли та ін.)
Курорт Гейгель корисний для людей з захворюваннями дихальних шляхів, серцево-судинної системи, функціональних розладів нервової системи. Влітку функціонує санаторій.

## Клімат
Клімат Гейгеля помірковано гірський з м'якою зимою та нежарким літом. Середня денна температура січня складає близько +4°С липня — + 27°С.Середньорічна кількість опадів перебуває в межах 400—500 мм. Максимум опадів припадає на кінець весни — початок літа. Вологість повітря близько 60 %.

## Транспорт
Найближчий аеропорт розташовано на відстані 43 км в місті Гянджа. Від Гянджі до курорту Гейгель громадський транспорт не ходить, однак автомобілем можна дістатись протягом години.

## Відомі особистості
В поселенні народився:
- Агаджанян Артур Володимирович (* 1957) — вірменський громадський діяч.
- Акопян Грач'я Миколайович (* 1935) — вірменський художник.